# Tratado de Valençay
El tratado de Valençay o Tratado de paz y amistad entre el rey Fernando VII y Bonaparte fue un acuerdo firmado en diciembre de 1813 en el castillo de Valençay —en la localidad francesa del mismo nombre (hoy en Indre)—, por el que el emperador Napoleón I ofrecía la paz y reconocía a Fernando VII como rey de España y de Indias, restituido como soberano con plenos poderes, según el orden establecido por las leyes fundamentales de España. Estuvo motivado como consecuencia del avance hacia territorio francés de los Ejércitos de la Sexta Coalición. Napoleón quería repatriar al ejército francés que todavía permanecía en España, después de las derrotas que había sufrido en la parte final de la Guerra de la Independencia, ya que se trataba de tropas valiosas pues estaban compuestas por veteranos. El tratado no entró en vigor en España ya que las Cortes y la Regencia en Madrid no lo ratificaron. A pesar de ello, Napoleón dejó finalmente marchar del castillo de Valençay donde habían permanecido confinados desde la firma de las abdicaciones de Bayona de mayo de 1808, a Fernando VII, a su hermano don Carlos y a su tío don Antonio. El 24 de marzo de 1814 entraron en España siendo recibidos en Báscara por el general Francisco Copons y Navia, capitán general de Cataluña. Mes y medio después Fernando VII encabezaría el golpe de Estado de mayo de 1814 que restauró el absolutismo.

## Contexto histórico

Caricatura británica sobre las abdicaciones de Bayona titulada: "Boney ['huesudo'] en Bayona soplando una burbuja española". Aparece Napoleón (Boney) soplando una burbuja mientras bombardea Madrid. En la burbuja se encuentran, vestidos con ropajes del siglo XVII, Carlos IV, el "viejo rey", al que Napoleón llama "mi amigo"; la "más digna reina" María Luisa de Parma, a la que Napoleón le dice que de él "nada ha de temer"; el "Príncipe de Asturias" Fernando, al que llama "mi amigo y hermano"; y Manuel Godoy, "Príncipe de la Paz", al que asegura que en él tiene a su "Ángel de la Guarda".

El 19 de marzo de 1808 Carlos IV abdicó en su hijo Fernando como consecuencia de la presión a que se vio sometido durante el motín de Aranjuez instigado por el partido aristocrático o fernandino y que provocó la caída del «favorito» Manuel Godoy. El emperador francés Napoleón, cuyas tropas estaban entrando en España para invadir Portugal en virtud del Tratado de Fontainebleau, pero cuyo propósito de someter a la monarquía española era cada vez más evidente ―las tropas del mariscal Joaquim Murat habían entrado en Madrid el 23 de marzo―, decidió intervenir en la crisis dinástica española y consiguió que Carlos IV y su hijo, proclamado como Fernando VII, junto con el resto de miembros de la familia real, acudieran a Bayona. Fernando VII llegó el 20 de abril y el 30 Carlos IV y su esposa, María Luisa de Parma. Precisamente la noticia de la partida del resto de familia real hacia Bayona provocó un levantamiento antifrancés en Madrid el 2 de mayo, que sería secundado en otros muchos lugares donde se formaron Juntas que asumieron el poder, dando inicio así a la que sería conocida como la Guerra de la Independencia.
En Bayona Napoleón logró que Fernando VII devolviera la corona a su padre, Carlos IV y este, con la anuencia del resto de la familia real, le cediera los derechos de la Corona española, y él a su vez designó como nuevo rey de España a su hermano mayor José Bonaparte. Fernando VII, su hermano don Carlos y su tío don Antonio quedaron confinados en el «Château» de Valençay ―desde este «dorado retiro» Fernando VII escribiría cartas muy afectuosas a Napoleón felicitándole por sus victorias en España y expresándole su deseo de convertirse en «hijo adoptivo suyo»―. Las abdicaciones de Bayona no fueron reconocidas por las Juntas y estas juraron su fidelidad a Fernando VII mientras que una minoría ―los «afrancesados»― apoyó a José I, quien se instaló en el Palacio Real de Madrid, tras haberse aprobado el Estatuto de Bayona que regiría la «monarquía josefina». Las Juntas «patriotas», por su parte, constituyeron una Junta Suprema Central que más tarde fue sustituida por una Regencia que asumía las funciones del «rey ausente» Fernando VII. Se convocaron Cortes que se reunieron en Cádiz, ante el avance de las tropas francesas, y el 24 de septiembre de 1810, el mismo día en que iniciaron sus sesiones, acordaron que «reconocen, proclaman y juran de nuevo por su único y legítimo Rey al Señor D. Fernando VII de Borbón y declaran nula, de ningún valor ni efecto la cesión de la corona que se dice hecha a favor de Napoleón, no solo por la violencia que intervino en aquellos actos injustos e ilegales, sino principalmente por faltarle el consentimiento de la Nación», y a continuación proclamaron que en ellas residía la «soberanía nacional». Partiendo de esta declaración de principios las Cortes de Cádiz elaboraron y aprobaron una Constitución ―con la oposición de los diputados «serviles», que era como llamaban los «liberales» a los defensores de la monarquía absoluta― que fue promulgada el 19 de marzo de 1812 —que volvía a afirmar en su artículo 179: «El Rey de las Españas es el Sr. D. Fernando VII de Borbón, que actualmente reina»—. Se instauraba así una monarquía constitucional y, junto con los decretos aprobados por las Cortes, se ponía fin al Antiguo Régimen. Con las Cortes de Cádiz comenzaba «el largo ciclo de la Revolución liberal española».

Mapa de la intervención de las tropas anglo-portuguesas comandadas por Arthur Wellesley, futuro duque de Wellington, en la Guerra de la Independencia.

A partir de la segunda mitad de 1812 la guerra contra Napoleón cambió de signo y comenzó a ser favorable a la Sexta Coalición. En la península ibérica las tropas anglo-portuguesas al mando de Arthur Wellesley, futuro duque de Wellington, entraban en España y derrotaban a los franceses el 22 de julio en la batalla de los Arapiles, obligándoles a levantar el sitio de Cádiz al mes siguiente. En octubre se iniciaba la trágica retirada de la Grande Armée de Rusia. Al año siguiente se reanudaba la ofensiva aliada y el 21 de junio de 1813 el ejército anglo-portugués de Wellesley, junto con un ejército español, derrotaba a los franceses en la batalla de Vitoria, obligando a José I Bonaparte a abandonar España una semana después ―le acompañaron los «afrancesados» que le habían apoyado, constituyendo así el primer exilio español de la historia contemporánea―. A principios de julio los franceses evacuaban Valencia para replegarse hacia Cataluña y el 31 de agosto sufrían una nueva derrota en la batalla de San Marcial, cerca de San Sebastián, lo que supuso el principio del fin de la Guerra de la Independencia (la Peninsular War, para los británicos), iniciada con el Levantamiento del 2 de Mayo de 1808 ―el último soldado francés abandonaría España, por la frontera catalana, en junio de 1814―. En octubre los aliados infringían una gran derrota a Napoleón en la batalla de Leipzig y poco después cruzaban el río Rin, amenazando a Francia desde el noreste, mientras Wellesley atravesaba el río Bidasoa y penetraba en territorio francés por el suroeste.
La ofensiva aliada puso a Napoleón en una muy difícil situación militar lo que le llevó a plantearse repatriar el ejército que tenía desplegado en España, que era especialmente valioso porque estaba compuesto por veteranos. Así que decidió enviar al conde de La Forest a Valençay donde se encontraba confinado Fernando VII para que acordara con él un tratado que pusiera fin a las hostilidades con España a cambio de la devolución de sus derechos al trono a los que había renunciado seis años antes en Bayona.

## Las negociaciones

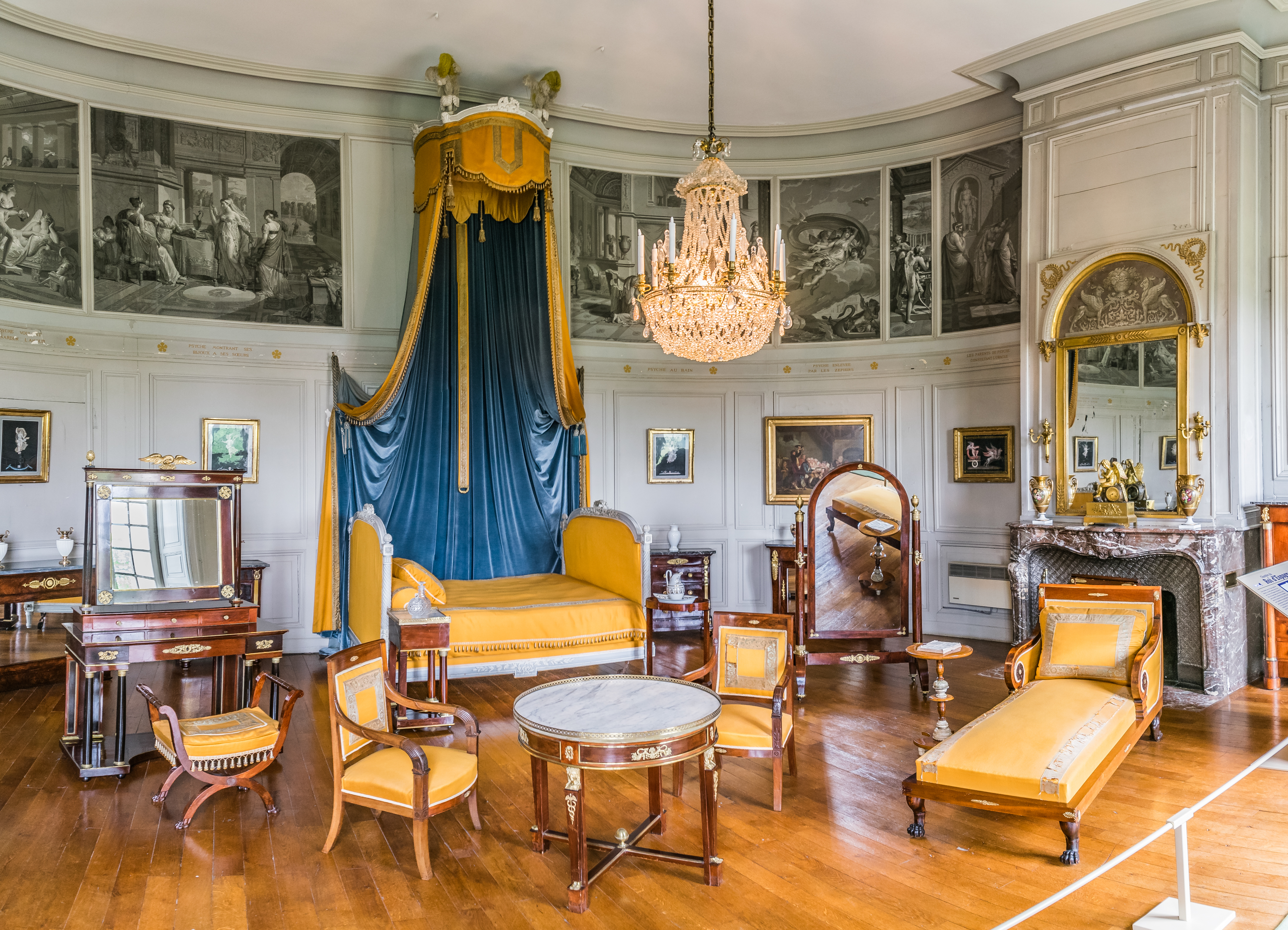
Habitación del castillo de Valençay que ocupó Fernando VII durante su cautiverio.

En noviembre de 1813 Napoleón informa a Fernando de que pronto llegaría al castillo el antiguo embajador francés en Madrid, el conde de La Forest, para iniciar conversaciones con él ―Napoleón ya había descartado el plan de su ministro de Asuntos Exteriores, el duque de Bassano, de negociar simultáneamente con «les Princes espagnols» y con la Regencia constitucional, una decisión que, según Emilio La Parra López, «debilitaba a las instituciones constitucionales españolas y, en consecuencia, fortalecía las aspiraciones de los sectores antiliberales, quienes podían interpretar que al ignorar la legalidad constitucional española, Napoleón respaldaba su opción»―. El 17 de noviembre La Forest llegó a Valençay de incógnito, con el seudónimo de Del Boshe para evitar sospechas y se instaló fuera del castillo. Cuando fue a visitar a Fernando le entregó una misiva escrita por el propio Napoleón donde se llamaba a restablecer la amistad entre Francia y España. La línea argumental de La Forest era culpar a los británicos de las malas relaciones entre España y Francia y de que la «anarquía y el jacobinismo» se hubieran introducido en España (en referencia al movimiento liberal español), y de que en España el suelo esté «talado y asolado, la religión destruida, el clero perdido, la nobleza abatida, la marina sin otra existencia que el nombre, las colonias de América desmembradas y en insurrección, y en fin todo en ella arruinado», y también de intentar convertir a España en una república utilizando a Fernando VII como abanderado. La Forest le ofrecía la ayuda de Napoleón para recuperar el trono de España y poner fin a aquel desgobierno.
Los franceses mandaron ir al castillo al duque de San Carlos, José Miguel de Carvajal, que acudió a Valençay de incógnito con el sobrenombre de Ducos. El duque ya conocía a Fernando de los primeros tiempos que pasó este en el castillo. El 21 llegó al castillo a hablar con Fernando, con quien estuvo analizando la situación bastante tiempo. Para participar también en las conversaciones llegaron el día 30 a Valençay Pedro Macanaz y Juan Escoiquiz, ambos, como el duque de San Carlos, absolutistas radicales contrarios a la Constitución de 1812 y a la obra de las Cortes de Cádiz. Fernando pidió la presencia de Macanaz que, como secretario real, podía dar forma a los documentos de la negociación, y la de José de Palafox, con quien ya había contado para misiones de confianza en 1808. También regresaron miembros de la servidumbre personal real y otros, como José Pascual de Zayas, que presidiría la comitiva real al regreso de Fernando VII a España el año siguiente.

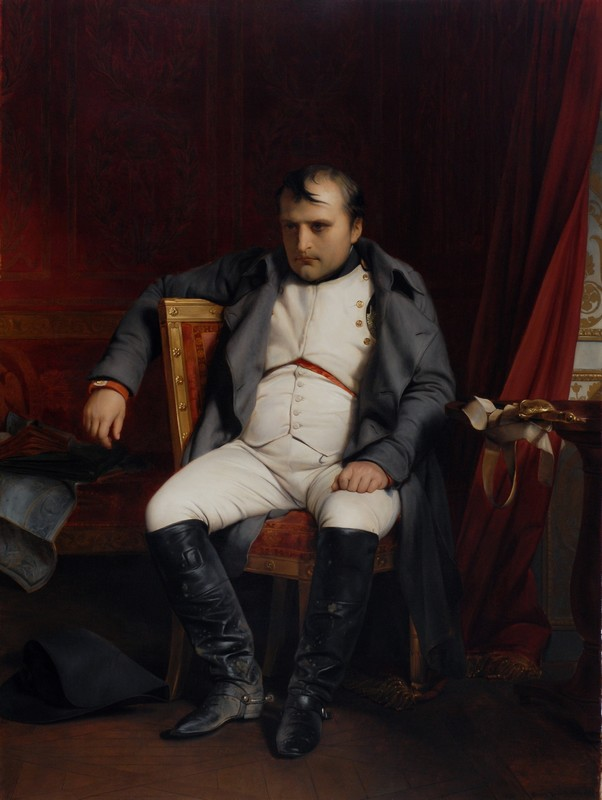
Abdicación de Napoleón en Fontainebleau, por Paul Delaroche (1845).

Según Emilio La Parra López, «La Forest llegó a Valençay con las cláusulas del tratado perfectamente establecidas y con instrucciones de que no fueran objeto de debate. Napoleón daba por hecho que el texto final sería el suyo». Según este mismo historiador Fernando VII, asesorado por el duque de San Carlos, Macanaz y Escoiquiz, aceptó los términos de tratado, aunque mostró una «tímida reticencia inicial», alegando «la conveniencia de llamar a Valençay a una delegación de la Regencia (la “Junta”, la denominó con toda intención el rey español)». El problema de fondo para Fernando VII era que si firmaba el tratado sin el consentimiento de las autoridades constitucionales podía ser considerado un «traidor» en España (las Cortes de Cádiz habían aprobado un decreto el 1 de enero de 1811 en el que declaraban que no reconocerían ningún acto del rey mientras no estuviera libre y en suelo español). Pero Napoleón le hizo una oferta que sabía que Fernando VII no podría rechazar: la promesa de que apoyaría su retorno como rey absoluto (en las instrucciones que había recibido La Forest se le decía que debía transmitir a Fernando que «el emperador se propone una restauración entera y completa de lo que existía antes de la guerra de España» y su compromiso de que «en cuanto ponga el pie en su reino, se halle con la misma autoridad que tenía su padre»). «Al igual que en 1808, Napoleón se arrogaba el papel de regenerador de la monarquía española… En 1813 pensaba hacerlo reinstalando en el trono a Fernando, como fiel aliado suyo y en calidad de rey absoluto», ha comentado Emilio La Parra López.
Por otro lado, con la propuesta que le hizo a Fernando VII, Napoleón ignoraba los derechos al trono español de su hermano José I que, aunque hacía cinco meses que había cruzado la frontera franco-española, seguía siendo el rey de España de acuerdo con la legalidad imperial. Sobre esta cuestión los dos hermanos discutieron agriamente durante las negociaciones. El 29 de diciembre, veinte días después de la firma del Tratado, José I volvió a protestar ante el emperador y este le contestó de forma tajante: «Ya no sois rey de España» (“Vous n’êtes plus roi d’Espagne”). Y añadió: «No quiero España para mí, ni quiero disponer de ella; pero ya no quiero entrometerme en los asuntos de este país excepto para vivir allí en paz y tener disponible mi ejército» (“Je ne veux pas l’Espagne pour moi, ni je n’en veux pas disposer; mais je ne veux plus me mêler dans les affaires de ce pays que pour y vivre en paix et rendre mon armée disponible”).

## El Tratado
El documento quedó listo el 8 de diciembre de 1813, que fue cuando se firmó, aunque el tratado llevaría la fecha del 11 de diciembre. En él Napoleón aceptaba la suspensión de las hostilidades y el retorno de Fernando VII al trono, así como reconocía todos los territorios bajo soberanía de la familia real española, de acuerdo con la situación anterior a la guerra. Los dos países se devolverían las plazas y territorios ocupados. Los signatarios fueron los plenipotenciarios de las dos naciones: el conde de Laforest por parte francesa y el duque de San Carlos, por la española.
En el artículo 1.º se establecía la «paz y amistad» entre Napoleón y sus sucesores y Fernando y sus sucesores. En el 2.º que «cesarán todas las hostilidades entre las dos naciones». En el 3.º se decía que «Napoleón y sus sucesores reconocen a don Fernando y sus sucesores, según el orden establecido por las leyes fundamentales de España, como Rey de España y de las Indias». En el artículo 5.º que «las provincias y plazas actualmente ocupadas por las tropas francesas serán entregadas a los Gobernadores y a las tropas Españolas que sean enviadas por el Rey». En el artículo 6 se decía lo mismo de las «provincias, plazas y territorios ocupados por los Gobernadores y ejército Británico». En el artículo 9.º que «todos los Españoles adictos al rey José... volverán a los honores, derechos y prerrogativas de que gozaban». En el artículo 11.º que «los prisioneros hechos de una y otra parte serán devueltos». En el artículo 13.º se decía que «S.M. Fernando Séptimo se obliga a hacer pagar al Rey Carlos IV y a la Reina su esposa, la cantidad anual de 30 millones de reales». Además el artículo 14.º señalaba concertar un tratado de comercio entre ambas potencias. Así pues, conforme a los artículos 6.º y 7.º, las tropas británicas como francesas abandonarían al mismo tiempo el territorio español.
El tratado fue ratificado un mes después en París. Sin embargo, cuando el duque de San Carlos llegó a Madrid con la intención de obtener la ratificación de la Regencia y las Cortes estas no lo hicieron.

## La no ratificación del Tratado y la vuelta a España de Fernando VII

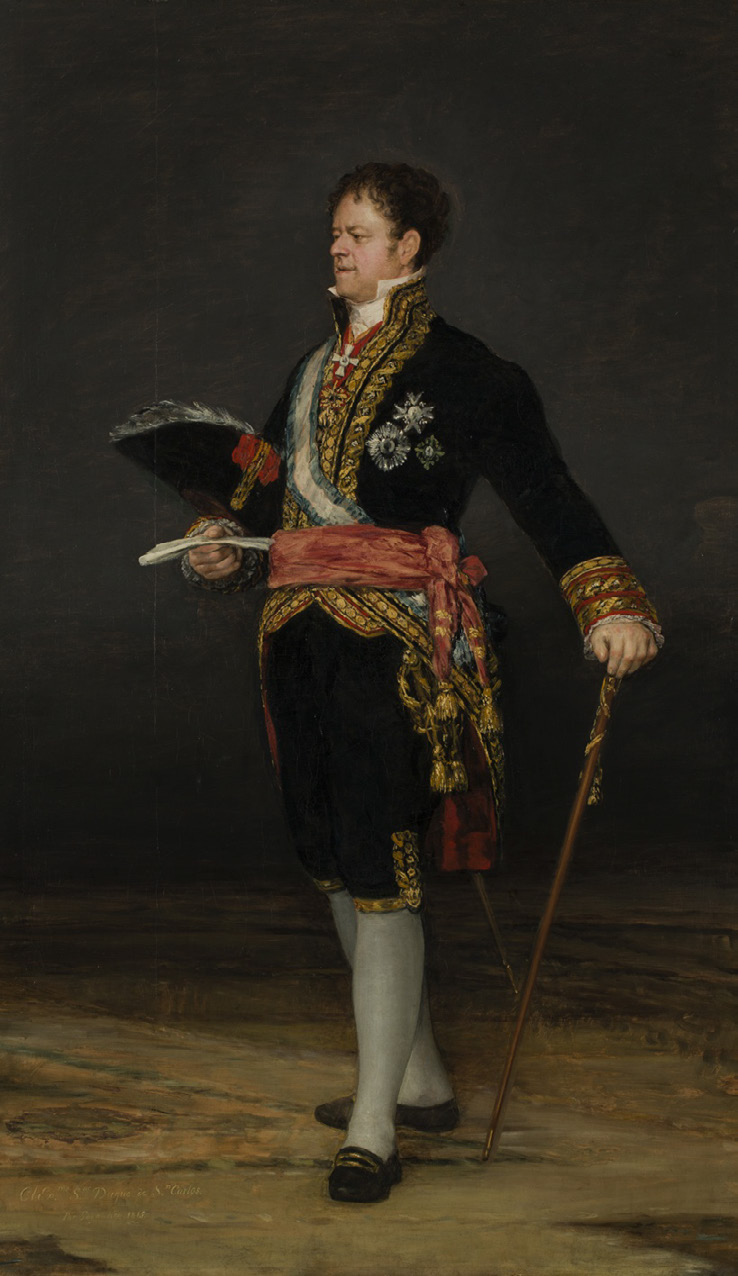
El Duque de San Carlos, por Francisco de Goya y Lucientes (1815). Museo de Zaragoza.

Inmediatamente después de la firma del tratado el duque de San Carlos viajó a Madrid ―a donde se iban a trasladar desde Cádiz las Cortes, la Regencia y las autoridades constitucionales; llegarían en enero de 1814― para intentar conseguir el requisito imprescindible para que entrara en vigor el tratado: que la Regencia constitucional ―que desde 1810 ostentaba la máxima autoridad en la España «patriota» en nombre del «rey ausente»― y las Cortes lo ratificaran, lo cual era una misión en extremo difícil porque esas mismas Cortes habían aprobado el 1 de enero de 1811 un decreto por el que declaraban que no reconocerían ningún acto del rey Fernando VII hasta que no hubiera recuperado plenamente la libertad y estuviera en España; el decreto también decía que cualquier violación del mismo sería considerado como «un acto hostil contra la patria». El duque llevó consigo el texto del tratado y un mensaje de Fernando VII a la Regencia en el que este presentaba el acuerdo con Napoleón como «la Paz más ventajosa» en ese momento.
En las instrucciones secretas que le dio Fernando VII al duque de San Carlos, además de la misión de recabar información sobre las «personas distinguidas» de la capital, figuraba que si la Regencia exigía que el rey jurara antes de la ratificación del Tratado la Constitución de 1812 aprobada por las Cortes de Cádiz eludiera el asunto con habilidad y respondiera con evasivas, pero que si insistía prometiera que la aprobaría. El 24 de diciembre, trece días después de la salida de Valençay del duque de San Carlos, partía también para Madrid el general Palafox, el héroe del sitio de Zaragoza, para apoyar la misión del duque y con la orden de que «si fuera necesario para desbaratar intrigas, excitará la opinión pública y aprovechará sus amplias relaciones con el alto clero y la nobleza para imponer el grito: “Fernando, paz, integridad e independencia”».
Las gestiones del duque de San Carlos, secundadas por el general Palafox, no tuvieron éxito y la Regencia se negó a ratificar el Tratado de Valençey no solo porque contravenía lo dispuesto en el decreto de 1 de enero de 1811 de las Cortes sino porque también implicaba la ruptura de la alianza con Gran Bretaña, que había sido decisiva para la derrota de las tropas francesas en la Guerra de la Independencia.
En su regreso a Valençay el duque de San Carlos y el general Palafox eran portadores de sendas cartas de la Regencia en las que esta expresaba su deseo de la pronta vuelta a España de Fernando VII y del resto de miembros de la familia real, aunque le recordaban la vigencia del decreto de las Cortes del 1 de enero de 1811. Poco después de su llegada se conocía en Valençay el decreto aprobado el 2 de febrero de 1814 por las Cortes que determinaba que no se prestaría obediencia a Fernando VII hasta que este no jurara la Constitución, según lo establecido en el artículo 173 que determinaba la fórmula que debería emplear. En el decreto también se establecía que el rey no podía entrar en España acompañado de ningún extranjero, y de ningún afrancesado, y que para llegar a Madrid, donde juraría la Constitución ante las Cortes, debía seguir la ruta que le fijara la Regencia.
A pesar del que el Tratado de Valençay no había sido ratificado, Napoleón dejó marchar a Fernando VII ya que precisaba contar con urgencia con las tropas francesas acantonadas en Cataluña, Aragón y Valencia ―especialmente valiosas porque estaban compuestas por veteranos― para hacer frente a su delicada situación militar, pues los ejércitos de la Sexta Coalición ya habían penetrado en territorio francés ―el 30 de marzo ocuparían París y el 6 de abril abdicaría Napoleón, siendo finalmente confinado en la isla de Elba―. El 10 de marzo «les Princes espagnols» recibieron los pasaportes que les permitían abandonar Francia. Ese mismo día Fernando VII enviaba una carta a la Regencia anunciando su salida hacia España en la que aseguraba que «en cuanto al restablecimiento de las Cortes, como a todo lo que pueda haberse hecho en mi ausencia que sea útil al reino, siempre merecerá mi aprobación, como conforme a mis reales intenciones» ―la carta sería publicada dos semanas después por varios periódicos, y su contenido tranquilizó a los liberales―.

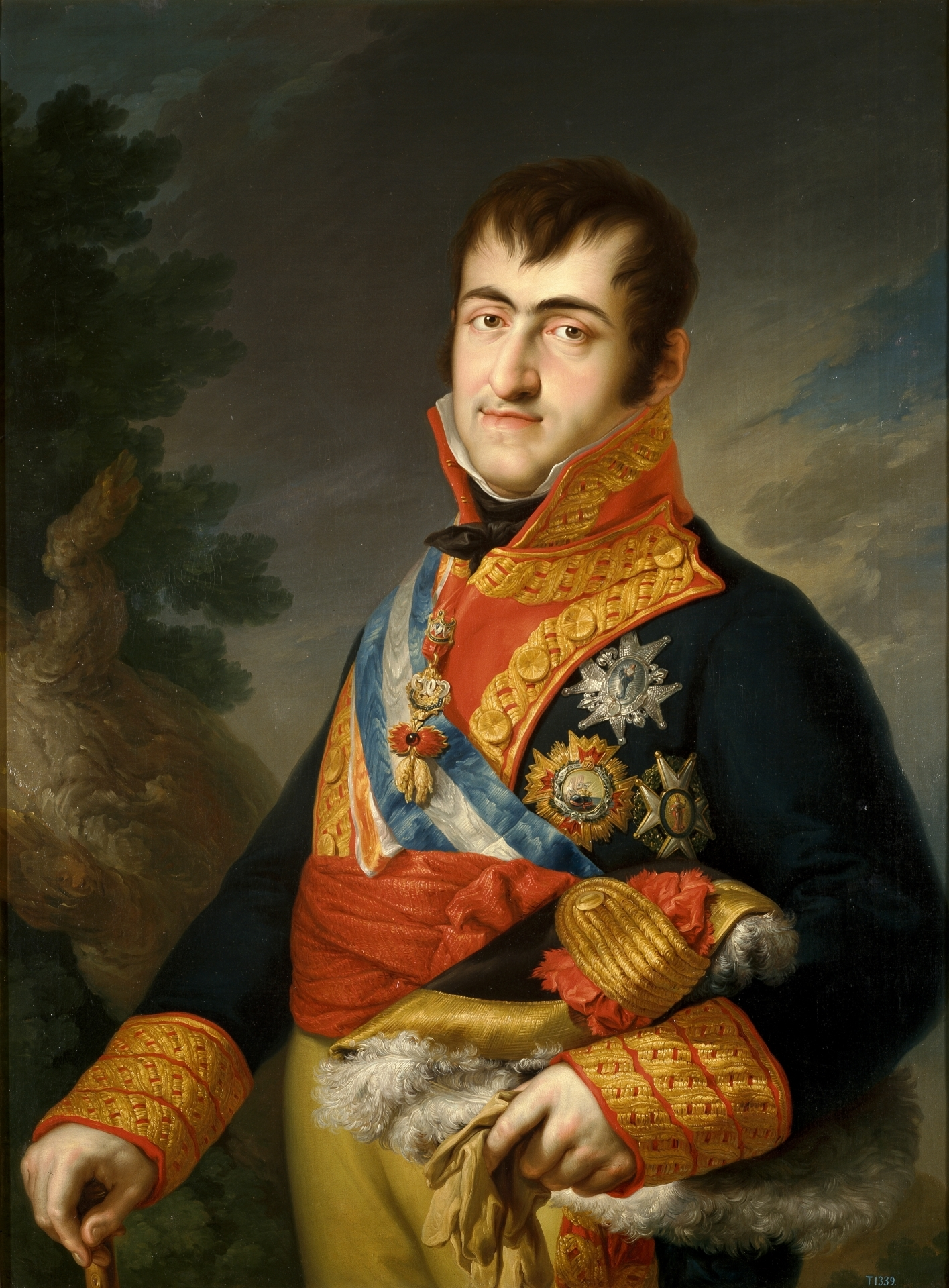
Retrato de Fernando VII encargado nada más llegar a Valencia el 16 de abril de 1814 por la Real Academia de Bellas Artes de San Carlos, presidida por el capitán general de Valencia Francisco Javier Elío, al pintor Vicente López.

Fernando VII, su hermano Carlos María Isidro de Borbón y su tío Antonio Pascual de Borbón abandonaron Valençay el domingo 13 de marzo y, viajando de incógnito por orden expresa de Napoleón aunque en Toulouse fueron recibidos con gritos de «¡Vivan los Borbones!», llegaron a Perpiñán seis días después. Allí les esperaba el mariscal Suchet con órdenes expresas de Napoleón de conducirlos a Barcelona, donde quedarían retenidos hasta que las tropas francesas hubieran abandonado España. Pero Suchet decidió desobedecer a Napoleón ―¿quería evitar un compromiso personal excesivo con la suerte de Napoleón? ¿le prometió Fernando VII que conservaría la propiedad que Napoleón le había donado en la Albufera de Valencia como premio a la conquista de esa ciudad? ¿le aseguró el rey que las tropas francesas no tendrían problemas para salir de España?― y los «entregó» el 24 de marzo en Báscara ―localidad situada a mitad de camino entre Figueras y Gerona― al general Francisco Copons y Navia, capitán general de Cataluña, encargado por la Regencia constitucional de recibir al rey. Fueron despedidos con salvas de artillería del ejército francés a las órdenes de Suchet que los había escoltado desde la frontera, y a continuación las tropas españolas vitorearon al rey y desfilaron ante ellos. Dos días después entraría en la ciudad de Gerona.